# Франко, Пётр Иванович
Пётр Иванович Франко (укр. Петро́ Іва́нович Франко; 28 июня 1890, Нагуевичи, Королевство Галиции и Лодомерии, Австро-Венгрия — июль 1941, Киев, УССР) — украинский педагог, учёный-химик и этнограф, литератор, военный и общественный деятель. Сын классика украинской литературы Ивана Яковлевича Франко и брат литературоведа Тараса Ивановича Франко.

## Биография

### Ранние годы
Родился в с. Нагуевичи близ Дрогобычa. Окончил Львовскую Политехнику. Один из основателей Пласта, член Научного общества им. Шевченко.
В 1911—1914 годах преподавал физкультуру в филиале украинской гимназии во Львове. Осенью 1911 года организует в своей гимназии кружки «Пласта» и проводит с ними военно-спортивные занятия. В 1913 году издаёт брошюру «Пластові ігри та забави».
Участник Первой мировой войны, с 1914 года в звании поручика командует сотней Легиона Украинских Сечевых Стрельцов в составе армии Австро-Венгерской империи. Награждён медалью «За военные заслуги».
В 1916 году он закончил обучение на пилота в лётной школе в Райловаце, недалеко от Сараево.
В 1917 году женился на кулинарной писательнице Ольге Белевич.
Участник Ноябрьского восстания во Львове. 6 декабря 1918 году государственный секретарь военных дел ЗУНР Дмитрий Витовский подписал приказ о формировании Летунского отдела Галицкой армии; командиром отдела стал поручик Франко. С 1918 года сотник Пётр Франко руководил референтурой лётчиков в учебной команде Украинской Галицкой Армии вплоть до её интернирования в 1920 году.

### Учёный и педагог
В 1922 году прибыл в Вену, где занимался издательской деятельностью. 
В 1922—1930 годах — учитель гимназии в Коломые.
В 1931—1936 годах работает старшим научным сотрудником в научно-исследовательском Институте прикладной химии в Харькове. Автор 36 зарегистрированных изобретений, преимущественно в сфере переработки молока.
В 1936—1939 годах работает учителем в гимназиях Львова и Яворова. Между тем, в 1937 году издаёт исследование «Іван Франко зблизька» (Иван Франко вблизи).
В 1939—1941 годах работает деканом товароведческого факультета Украинского государственного института советской торговли во Львове. Во время присоединения Западной Украины к СССР был в октябре 1939 года избран депутатом Народного Собрания Западной Украины, в 1940 году — депутатом Верховного Совета УССР. Именно он 13 ноября 1939 года огласил заявление Полномочной комиссии НСЗУ на внеочередной 3 сессии Верховного Совета УССР, где было принято решение о воссоединении.
Собирал фольклорно-этнографические материалы, писал рассказы. Автор учебника шведской гимнастики, истории и теории гимнастики, исторических рассказов «Махнівська попівна», «В пралісах Бразилії»; воспоминаний «Иван Франко зблизька» (1937), киносценария по повести «Борислав сміється» и др.

### Гибель

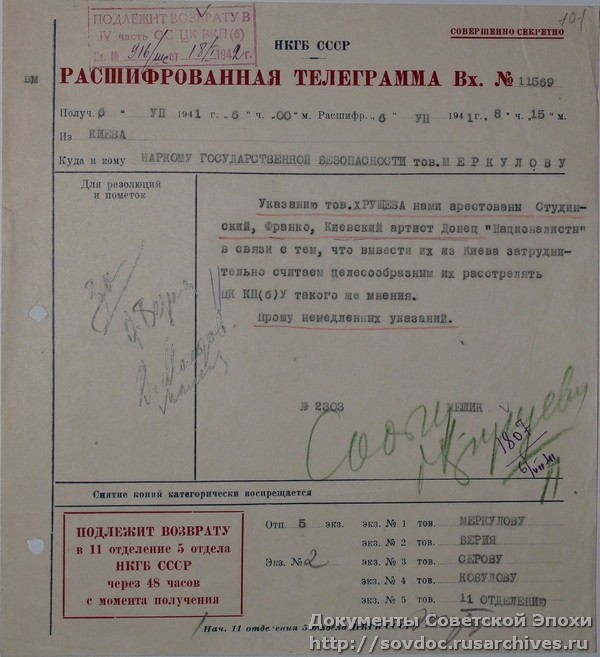

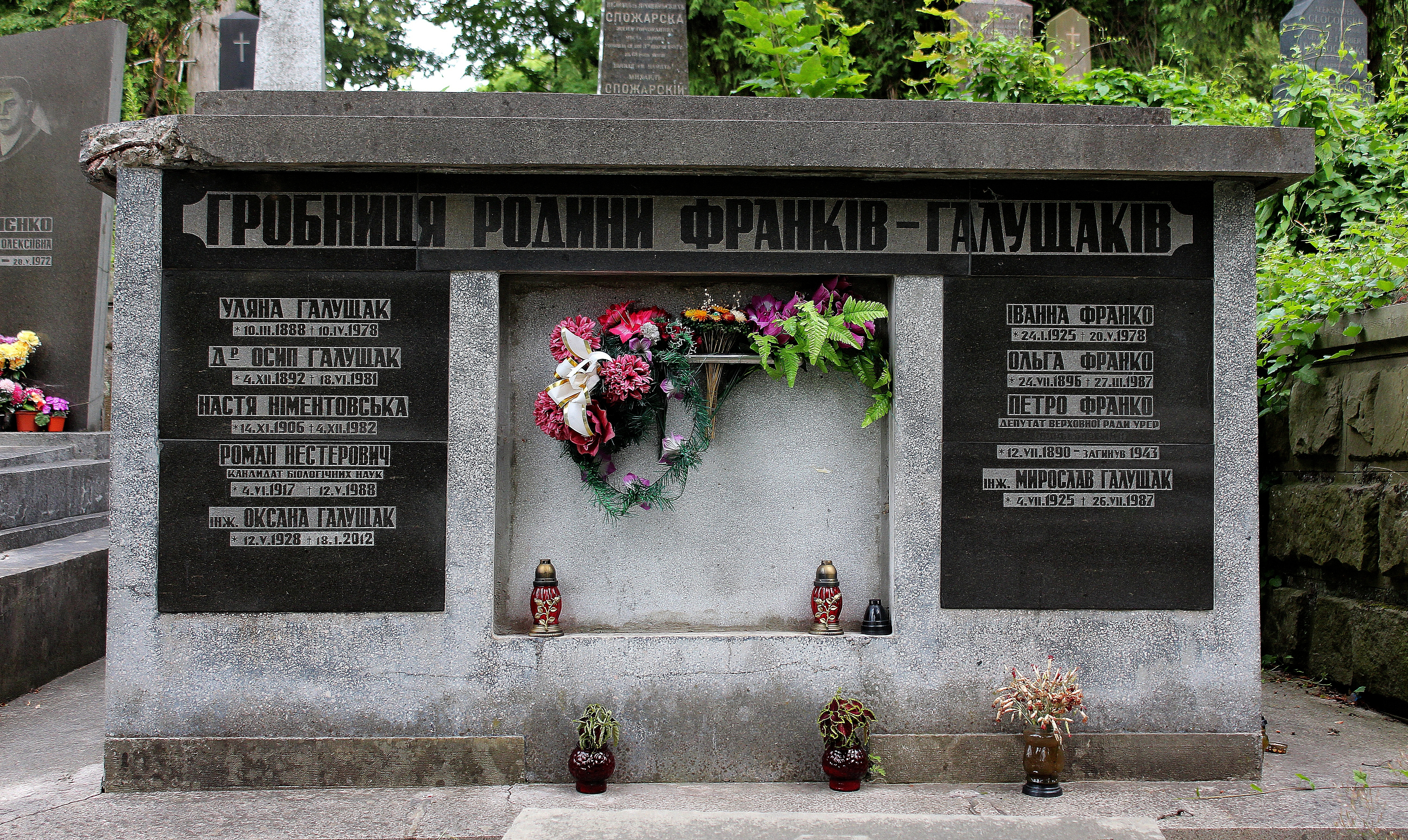
Усыпальница семьи Франко-Галущаков на Личаковском кладбище

28 июня 1941 года Пётр Франк был арестован сотрудниками НКВД во Львове. Дальнейшая его судьба долго оставалась неясной. Но затем в архиве была найдена шифротелеграмма от 6.07.1941, которую народный комиссар государственной безопасности УССР П. Мешик направил народному комиссару государственной безопасности СССР В. Меркулову. В этой шифротелеграмме указывается, что Пётр Франк, Кирилл Студзинский и Михаил Донец были арестованы по указанию Никиты Хрущёва как «националисты» и запрашивается санкция на расстрел без суда всех троих в связи с тем, что «вывезти их из Киева затруднительно» (указывалось, что ЦК КП(б)У с этим согласен). На шифротелеграмме имеется резолюция «За» и подписи Л. Берии, Г. Маленкова и В. Молотова.

## Семья
Жена — Ольга Фёдоровна, урожденная Билевич, автор кулинарных книг.
Дети:
- Вера Франко (31 марта 1923, с. Полоническая, ныне Каменка-Бугского района Львовской области— 31 января 1996, Львов) — училась во Львове, в школе сестер Василиянки, студентка Венского университета (1939—1941). В сентябре 1941 года по обвинению в сотрудничестве с  НКВД гестапо арестовало Веру Франко, ее заключили в концлагерь Равенсбрюк. В мае 1945 года Вера Петровна вернулась домой, но уже в сентябре 1945 года она была арестована НКВД, 31 января 1946 года была приговорена к пяти годам лагерей, содержалась в Воркутлаге. Домой смогла вернуться только в 1953 году, была реабилитирована 14 декабря 1959 года[2][4]

- Иванна Франко (Галущак) (24 января 1925, Коломыя — 20 мая 1978[5]) — закончила Львовский политехнический институт в 1950 году, была замужем за Мирославом Галущаком (1925—1987), имела детей[4].

## Память

Киевский мурал, посвящённый Петру Франко

- В 1990 году на фасаде главного корпуса Львовского торгово-экономического института (ныне — Львовская коммерческая академия) по адресу: г. Львов, ул. Туган-Барановского, д. 10, установлена мемориальная доска Петру Франко (архитектор Е. Мисько, скульптор В. Каменщик).
- В 2005 году в честь Франко, указом Президента Украины Виктора Ющенко, 7-я бомбардировочная бригада ВВС Украины названа 7-й бомбардировочной бригадой им. Петра Франко.
- В городе Староконстантинов, при входе в 7-ю авиационную бригаду по улице Мира — на бетонной плите нарисовали портрет Петра Франко, чье имя носит воинская часть.[6][7]
- 24 августа 2020, в день Независимости Украины — в Киеве в Соломенском районе, на фасаде дома по адресу улица Авиаконструктора Антонова, 7 состоялось торжественное открытие мурала, посвященного Петру Франко.[8][9][10][11][12][13][14][15][16]